# Alsódetrehem község
Alsódetrehem község (románul: Comuna Tritenii de Jos) község Kolozs megyében, Romániában. Központja Alsódetrehem, beosztott falvai Detrehemtelep, Felsődetrehem, Irisorai tanyák, Mezőkók, Szentkirályi tanya.

## Fekvése
A község a Mezőségben, Kolozs megye délkeleti részén helyezkedik el, 400–500 méter tengerszint feletti magassáon. A legközelebbi város, Aranyosgyéres 59 kilométerre található. Szomszédos községek: délnyugaton Aranyosegerbegy északnyugaton Mezőcsán, északkeleten a Maros megyei Mezőceked, keleten a Maros megyei Mezőtóhát. A DJ 151C megyei úton közelíthető meg.

## Népessége
A 2011-es népszámlálás adatai alapján a község népessége 4240 fő volt.

## Nevezetességei
- Alsódetrehem faluban a Valea Scroafei nevű helyen 2-3. századi római kori település és temetkezési hely maradványait tárták fel. A régészeti helyszín a romániai műemlékek listájában a CJ-I-s-A-07206 sorszámon szerepel.
- Alsódetrehem faluban a Ţigăreni nevű helyen római kori villa maradványa a 2-3. századból (CJ-I-s-A-07207).
- Pavel Dan író szülőháza Szentkirályi tanyán. (CJ-II-m-B-07571)

## Híres emberek
- Mezőkókon született Ioan Corneli (1757–1848) román nyelvész, görögkatolikus prépost.
- Szentkirályi tanyán született Pavel Dan (1907–1937) román író.
- Detrehemtelepen született Keszeg Vilmos (1957) néprajzkutató.
- Alsódetrehemen született Gheorghe Mureșan (1971), román profi kosárlabda játékos.